# Ребі Давид Ілліч
Давид Ілліч Ребі (18 квітня 1922, Євпаторія — 22 квітня 2019, Сімферополь) — радянський та український педагог, художник, перекладач. Найбільш відомий як автор підручника «Кримчацька мова». Заслужений працівник культури України.

## Біографічні відомості
Дитинство та юність Давида Ребі пройшли у Євпаторії. Виріс у кримчацькій громаді, розмовляв кримчацькою мовою.
Під час другої світової війни був лейтенантом Червоної армії, потрапив у полон, з якого звільнений у 1945 році. Після війни поїхав на навчання у Ленінград.
У 1968 році повернувся до Криму.
З 1989 року — член правління, пізніше — голова товариства «Кърымчахлар», при якому відкрито школу, де Ребі викладав кримчацьку мову. Пізніше написав свій підручник з вивчення кримчацької мови.